# Eupromachus
Eupromachus is een geslacht van Phasmatodea uit de familie Phasmatidae. De wetenschappelijke naam van dit geslacht is voor het eerst geldig gepubliceerd in 1907 door Karl Brunner-von Wattenwyl.

## Soorten
Het geslacht Eupromachus omvat de volgende soorten:
- Eupromachus acutangulus Brunner von Wattenwyl, 1907
- Eupromachus alienigenus Brunner von Wattenwyl, 1907
- Eupromachus mocsaryi Kuthy, 1911